# Бихар аль-анвар
Бихар аль-анвар (ар.: بحار الانوار) — в переводе с арабского «Моря светов» — фундаментальная шиитская энциклопедия хадисов, составленная Мухаммадом Бакиром Маджлиси на основе предшествующих фундаментальных сборников (таких, как «Аль-Кафи» аль-Кулайни, «Ман ла йахдуруху-ль-факих» шейха Садука, и «Аль-Истибсар» и «Тахзиб аль-ахкам» шейха ат-Туси), а также с использованием иных, не вошедших в эти своды хадисов.
Автор разделил энциклопедию на 25 томов, в печатном же варианте «Бихар аль-анвар» занимает 111 томов. Она включает в себя высказывания и истории из жизни людей, которые в шиизме почитаются как четырнадцать Непорочных: пророка Мухаммада, Фатимы Захры и двенадцати имамов.

## Автор
Алламе Мухаммад Бакир Маджлиси (1627—1699 гг. н. э.) был выдающимся шиитским учёным эпохи Сефевидов, обладавшим влиянием при дворе двух шахов из этой династии — Солеймана Сефи (правил в 1666—1694 гг. н. э.) и Султана Хосейна (1694—1722). Маджлиси внёс огромный вклад в дело распространения шиизма среди иранцев. Помимо энциклопедии «Бихар аль-Анвар», его перу принадлежат десятки других работ на арабском и персидском языке, в том числе и многочисленные комментарии к хадисам.

## Содержание энциклопедии
Свод «Бихар аль-анвар» изначально был разделён на 25 томов, в каждом из которых собраны хадисы на какую-то определённую тему.

### Предисловие (1 том в современном печатном издании)
Во введении к своему труду Алламе Маджлиси перечислил источники, с которыми он работал при составлении данного свода, попутно разъясняя используемую им терминологию.

### Том первый (2 и 3)
«Книга разума и невежества». Она посвящена описанию достоинств познания и высокого положения учёных. Многие базовые принципы джафаритской юриспруденции выведены именно из тех хадисов, которые содержатся в данном томе. В частности, это отвержение кияса, активно используемого в суннитских мазхабах (в том числе и в ханафитском) — на эту тему существует много хадисов от шестого имама шиитов Джафара ас-Садика, упрекавшего Абу Ханифу в использовании кияса.

### Том второй (3 и 4)
«Книга Таухида». В ней приводятся хадисы о Божественных атрибутах, как позитивных, так и негативных (за исключением имени «Справедливый»), а также о прекрасных именах Аллаха. В ней также содержатся высказывания двенадцати имамов о единобожии, книга Муфаддаля ибн Умара о Таухиде и трактат под названием «Ахлилджах», приписываемый шестому имаму шиитов Джафару ас-Садику.

### Том третий (5-8)
«Книга о справедливости и Божественном провидении». В ней приводятся хадисы о свободе воли и предопределении, руководстве и заблуждении, испытаниях и естественном ходе событий, о том завете, который Аллах заключил с душами людей до сотворения мира, о покаянии, о философии шариата, о предвестниках смерти, промежуточном состоянии (барзах) между смертью и воскресением, о страхе в барзахе и в Судный день, о заступничестве (шафаат), о тех путях, которые ведут человека в рай (джаннат) или в ад (джаханнам).

### Том четвёртый (9 и 10)
Книга посвящена аргументации и доводам в защиту ислама, использовавшейся пророком Мухаммадом, двенадцатью имамами и некоторыми из ведущих учёных. Том также включает в себя полный текст «Книги Али ибн Джафара ас-Садика».

### Том пятый (11-14)
В нём рассказываются истории всех пророков — от Адама до Мухаммада, равно как и приводятся хадисы об их непогрешимости и о непререкаемой авторитетности всех их решений.

### Том шестой (15-22)
Содержит в себе полную историю жизни пророка Мухаммада, начиная с рождения, и заканчивая сведениями о потомках. В этом томе также собраны хадисы о чудесной природе Корана, а также жизнеописания самых праведных сподвижников Мухаммада — таких, как Абу Зарр аль-Гифари, Микдад ибн Асвад, Аммар Ясир, Салман аль-Фариси и др.

### Том седьмой (23-27)
В хадисах, приведённых в данном томе, освещаются различные аспекты жизни двенадцати имамов: обстоятельства рождения и связанные с этим знамения, познания имамов и признаки их превосходства, их нрав и манеры их детей. В данном томе также цитируются те коранические аяты, в которых говорится об имамах Ахл аль-Бейт, а также хадисы о необходимости любви и преданности имамам. В конце тома приводятся некоторые рациональные доводы шейха Муфида и шейха ат-Туси в пользу превосходства двенадцати имамов.

### Том восьмой (28-34)
В этом томе излагаются исторические события, развернувшиеся после смерти пророка Мухаммада. В частности, в нём подробно описывается эпоха правления трёх последующих халифов — Абу Бакра, Умара и Усмана, приводятся данные о войнах Джамаль, Сиффин и Нахраван, а также об уроне, нанесённом Муавией приграничным районам Ирака. В этой части «Бихар аль-Анвар» также содержатся стихи имама Али ибн Абу Талиба, а также комментарии к некоторым из его писем.

### Том девятый (34-42)
В данном разделе приводится биография первого имама шиитов Али ибн Абу Талиба, начиная с момента рождения и вплоть до мученической смерти. Эта биография также включает в себя также подробные данные о жизни отца имама Али Абу Талиба, а также истории жизни сподвижников Али ибн Абу Талиба. Сюда же включены хадисы о том, что непорочных имамов — двенадцать.

### Том десятый (43-45)
В нём приведены биографии дочери пророка Мухаммада Фатимы Захры и двух её сыновей Хасана и Хусейна — второго и третьего имамов шиитов. В томе также описывается восстание аль-Мухтара ас-Сакафи, поднятое им ради отмщения за убийство имама Хусейна при Кербеле.

### Том одиннадцатый (46-48)
В этом разделе собраны биографии четырёх последующих шиитских имамов: имама Али ибн аль-Хусейна Зайн аль-Абидина ас-Саджада, имама Мухаммада аль-Бакира, имама Джафара ас-Садика и имама Мусы аль-Казима. Жизнеописание имамов включает в себя подробный отчёт об их детях и сподвижниках.

### Том двенадцатый (49-50)
В этом томе приведены биографии восьмого, девятого, десятого и одиннадцатого имамов: Али ибн Мусы ар-Риды, Мухаммада ибн Али аль-Джавада, имама Али ибн Мухаммада аль-Хади и имама Хасана аль-Аскари, вкупе со сведениями об их детях и сподвижниках.

### Том тринадцатый (51-53)
Содержит в себе жизнеописание имама аль-Махди и доводы в пользу его сокрытия, долгой жизни и грядущего возвращения.

### Том четырнадцатый (53-63)
Включает в себя многочисленные хадисы о небесах, о мире, о Хранимой скрижали, о каламе, о престоле Аллаха (арш), о завесе (хиджаб), отделяющей мир от Аллаха. В них приводятся доводы в пользу сотворения небес и земли, планет, звёзд, джиннов, ангелов и их воинств; содержится описание земли, её элементов, мира живого, камней и минералов, миров растений и животных, их видов и особенностей. Здесь же приводятся заповеди для охоты и ритуального забоя скота, предписания касательно дозволенной и запрещённой еде, правила приёма пищи. Описываются преимущества медицины, полезные свойства разных овощей и фруктов, целебные свойства трав. Том также включает в себя географический обзор разных городов и регионов, гор, пустынь, морей, земного ландшафта. Кроме того, в этот раздел входят две книги под названием «Медицина Пророка» и «Медицина имама Резы», приписываемые пророку Мухаммаду и восьмому имаму шиитов Али ибн Мусе ар-Ризе.

### Том пятнадцатый (63-72)
- «Книга веры и неверия». Хадисы, характеризующие истинно верующего мусульманина и его манеры, а также неверующих и плохие манеры. Эта часть «Бихар аль-анвар» включает в себя следующие разделы:
- Условия веры. Манеры подлинных шиитов и присущие им свойства (тома 64-65).
- Прекрасные манеры как путь к спасению (тома 66-68).
- Плохие манеры. Неверие и его разновидности (тома 69-70).
- Нормы поведения в обществе (тома 71-72).

### Том шестнадцатый (73)
Включает в себя хадисы об этикете поведения, надлежащих манерах и привычках, необходимости поддержания себя в чистоте, о макияже, использовании духов и ароматических масел, о тех местах, посещать которые желательно, и о тех, которых следует сторониться, о действиях, желательных перед отходом ко сну и при пробуждении, о запретах во время путешествий и грехах. Том содержит хадисы обо всех видах уголовных наказаний, присутствующих в шариатском праве согласно фикху Ахл аль-Бейт.

### Том семнадцатый (74-76)
В этой части приводятся толкования Божественным предупреждениям в Коране, равно как и советы и афоризмы пророка Мухаммада и двенадцати имамов Ахл аль-Бейт. Том также включает в себя трактат Муфаддаля ибн Умара, адресованный шиитам, и история «Болухар и Базасеф».

### Том восемнадцатый (77-88)
Этот том разделён на две части:
1. Хадисы о ритуальной чистоте и связанных с этой темой вопросах.
2. Описание намаза и его составляющих. Сюда, в частности, включён труд Шадана ибн Джибриля Кумми под названием «Изахат аль-Иллах», посвящённый методам определения киблы; а также приводятся специальные салаваты (благословения пророку Мухаммаду и Ахл аль-Бейт), рекомендованные в те или иные дни недели, и описание праздничных молитв в день Ид аль-фитр и Ид аль-адха, молитв по случаю стихийных бедствий (салят аль-аят) и в случае просьбы об исполнении особых нужд (салят аль-хаджат).

### Том девятнадцатый (89-92)
Он также включает в себя две части:
1. Этикет чтения Корана, правила (таджвид) и награда за чтение Корана; чудеса Корана и полное его толкование за авторством ан-Нумани.
2. Мольбы (дуа), этикет их вознесения, мольбы, рекомендованные в определённые дни недели, месяца или года; обереги с кораническими аятами и мольбы (дуа) как средство от исцеления от физических недугов. Сюда же входит писание пророка Идриса (Еноха).

### Том двадцатый (93-95)
Посвящён исламским налогам — таким, как закят, хумс и прочие виды милостыни. Сюда же включены хадисы о правилах соблюдения поста в месяц Рамадан и о рекомендованных (мустахаб) в течение года актах поклонения.

### Том двадцать первый (96-97)
В этом томе собраны хадисы о ритуалах хаджа и умры (малого паломничества), а также о Мединской общине, джихаде и борьбе (мурабата), повелении одобряемого (аль-амр би-ль-мааруф) и запрете зла (ан-нахи ани-ль-мункар).

### Том двадцать второй (97-99)
Включает в себя хадисы об этикете зиярата к двенадцати имамам, включая «Книгу Мазара» о том, как приветствовать их.

### Том двадцать третий (100—101)
Здесь собраны хадисы о правилах заключения договоров о найме на работу, торговых сделках, норм, регулирующих возврат долгов, бракоразводный процесс и т. д.

### Том двадцать четвёртый (101)
В этом томе содержатся хадисы об имущественных отношениях, процедуре наследования, воздаянии за убийство и нанесение телесных повреждений (кисас), а также о денежных компенсациях.

### Том двадцать пятый (102—107)
В последний том Алламе Маджлиси включил библиографию, то есть перечень книг, из которых приводятся хадисы, и имён авторитетных шиитских учёных, на которых он ссылается.